# Donald P. Borchers
Donald P. Borchers é um produtor cinematográfico, diretor e roteirista.

## Biografia
Donald P. Borchers é um produtor americano. Borchers foi associado de produção da Avco Embassy Pictures no início dos anos 80.
Um acordo de produção independente com a New World Pictures resultou em Children of the Corn (1984) e outros filmes. Borchers fundou a Planet Productions Corp. e produziu Two Moon Junction (1988), Leprechaun 2 (1994) e outros. Produziu três filmes para a série de televisão Amblin Playhouse, de Steven Spielberg, e atua como professor adjunto na Escola de Cinema/Televisão da Universidade do Sul da Califórnia.

## Arquivos
A coleção de imagens em movimento de Donald P. Borchers é realizada no Academy Film Archive. A coleção de filmes no Academy Film Archive da Academia é complementada pelos documentos de Donald P. Borchers, mantidos na Biblioteca Margaret Herrick da Academia.

## Filmografia

### Como diretor cinematográfico
| Ano  | Filme                       |
| ---- | --------------------------- |
| 1989 | Grave Secrets               |
| 2001 | Perfect Fit (filme de 2001) |
| 2009 | Children of the Corn        |

### Como roteirista
| Ano  | Filme                |
| ---- | -------------------- |
| 1986 | Vamp                 |
| 1993 | Jailbait             |
| 2009 | Children of the Corn |

### Como produtor cinematográfico
| Ano  | Filme                           |
| ---- | ------------------------------- |
| 1981 | Fear No Evil                    |
| 1982 | The Beastmaster                 |
| 1983 | Triumphs of a Man Called Horse  |
| 1984 | Angel                           |
| 1984 | Children of the Corn            |
| 1984 | Criminal Passion                |
| 1985 | Tuff Turf                       |
| 1986 | Vamp                            |
| 1988 | Two Moon Junction               |
| 1989 | Far from Home                   |
| 1991 | Desire and Hell at Sunset Motel |
| 1991 | Highlander II: The Quickening   |
| 1991 | Motorama                        |
| 1992 | Meatballs 4                     |
| 1992 | Samantha                        |
| 1993 | Doppelganger                    |
| 1993 | Jailbait                        |
| 1994 | Leprechaun 2                    |
| 1994 | Criminal Passion                |
| 1995 | The Stranger                    |
| 1995 | The Demolitionist               |
| 1995 | Voodoo                          |
| 1995 | Number One Fan                  |
| 1996 | Little Witches                  |
| 1997 | Moonbase                        |
| 2009 | The Tomb                        |

### Como produtor televisivo
| Ano     | Filme                     |
| ------- | ------------------------- |
| 1975-77 | Beyond Our Control        |
| 1992    | The Habitation of Dragons |
| 1992    | The Water Engine          |
| 1992    | The Heart of Justice      |
| 1995    | Tall, Dark and Deadly     |
| 2009    | Children of the Corn      |

## Outros projetos
De 1984 a 1996, Borchers atuou como professor adjunto no Programa de Produção Peter Stark, um programa de Mestrado em Belas Artes da Escola de Artes Cinematográficas da USC, ensinando CIN 565, a classe necessária de orçamento e programação. Em 2016, Borchers iniciou um canal no YouTube.